# Unity Chapel

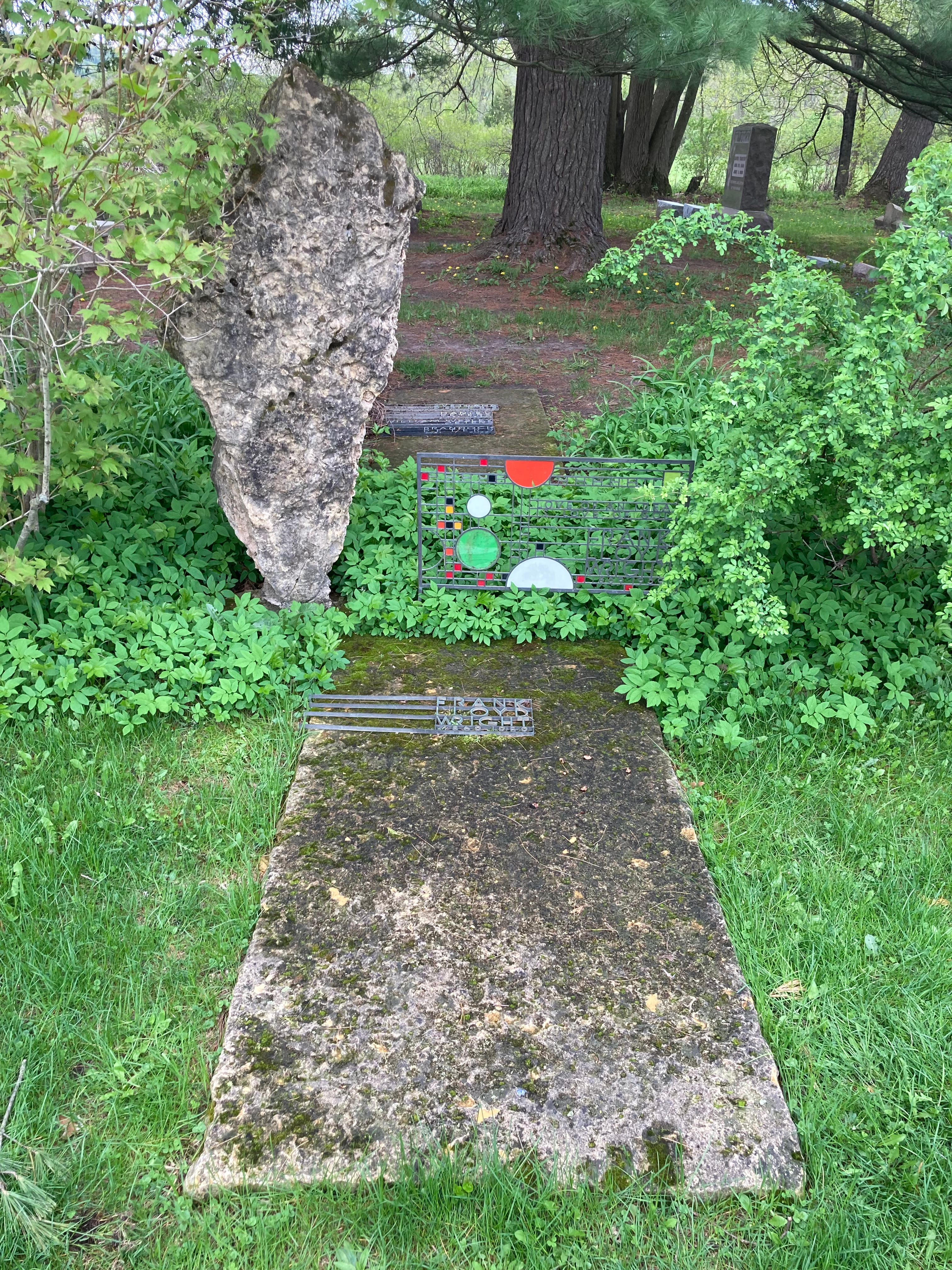
La tomba originale di Frank Lloyd Wright (1869–1959). I resti di Wright furono cremati e reinterrati a Taliesin West in Arizona nel 1985.

La Unity Chapel è una cappella in stile Shingle, situata nella Wyoming Valley, nel Wisconsin, USA, costruita nel 1886. Progettata dall'architetto Joseph Lyman Silsbee di Chicago, la cappella è nota soprattutto per essere il primo lavoro significativo di Frank Lloyd Wright, che, all'età di 18 anni, si occupò del progetto dell'interno.
La Unity Chapel è un esempio significativo della connessione tra Frank Lloyd Wright e il suo primo mentore, Joseph Lyman Silsbee, e segna un punto cruciale nel percorso professionale di Wright. Sebbene l'esterno sia attribuito a Silsbee, l'influenza di Wright è evidente nell'interno, che si distingue per la sua innovativa disposizione spaziale. Oggi, la cappella è ancora di proprietà e gestita dalla famiglia Lloyd Jones. La struttura è aperta al pubblico, con l'esterno visitabile liberamente e tour disponibili su richiesta per l'interno. La cappella continua a essere un luogo di culto e di incontro per la comunità locale, ospitando matrimoni, funerali, concerti e altri eventi.

## Storia
La cappella fu commissionata da Jenkin Lloyd Jones, un ministro unitariano e zio di Frank Lloyd Wright, che voleva costruire un luogo di culto per la sua famiglia e la comunità locale. La famiglia Lloyd Jones, originaria del Galles, si stabilì nel Wisconsin negli anni 1840, cercando libertà religiosa e opportunità economiche. Dopo decenni di difficoltà, inclusi la morte di un figlio lungo il viaggio e le lotte quotidiane, i Lloyd Jones si stabilirono definitivamente nella Wyoming Valley, dove iniziarono a celebrare servizi religiosi all'aperto, nel "Grove", un'area ombreggiata.
Nel 1886, fu raccolto un contributo per la costruzione della cappella, che divenne un centro di culto, incontro comunitario e scuola. La progettazione della cappella fu affidata a Joseph Lyman Silsbee, ma fu Frank Lloyd Wright, allora un giovane apprendista, a progettare l'interno, inclusa la caratteristica volta a cattedrale.

## Architettura
La Unity Chapel è un edificio a pianta a forma di "L", tipico dello stile Shingle, con una copertura in scandole di cedro su tetto e pareti esterne. L'edificio si erge su una base in muratura, mentre un campanile con un tetto a padiglione si trova all'incrocio delle due ali. Il design riflette una reazione contro l'ornamentazione eccessiva del periodo vittoriano, promuovendo un uso di materiali naturali e linee semplici. L'interno, progettato da Wright, è caratterizzato da un ampio spazio aperto e dalla presenza di una volta a cattedrale che dona un senso di grandezza all'ambiente.

## Cimitero Familiare
Adiacente alla cappella si trova un cimitero dove sono sepolti membri della famiglia Lloyd Jones, inclusi i parenti di Frank Lloyd Wright. Il cimitero è un luogo di riflessione per i visitatori, che possono camminare tra le tombe e meditare sulla storia della famiglia e della cappella stessa.

## Riconoscimenti
La Unity Chapel è stata inclusa nel National Register of Historic Places nel 1974 e nel State Register of Historic Places nel 1989, riconoscendo la sua importanza architettonica e storica.